# Heiko Westermann
Heiko Westermann (Alzenau, 14 augustus 1983) is een Duits voormalig voetballer en huidig voetbaltrainer. Vanaf juli 2024 is hij assistent-trainer bij FC Barcelona onder leiding van Hansi Flick.

## Spelerscarrière

### Greuther Fürth
Westermann speelde in de jeugd van Schimborn, Hösbach en FC Bayern Alzenau. Hij werd in juli 2002 opgenomen in de selectie van het eerste team van SpVgg Greuther Fürth, op dat moment actief in de 2. Bundesliga. Hiervoor debuteerde hij januari 2003 in het betaald voetbal. Hij speelde in het volgende 2,5 jaar 83 competitiewedstrijden voor de club, waarin hij twee keer scoorde. Sportieve hoogtepunten in de tijd waren twee vijfde plaatsen.

### Arminia Bielefeld
Westermann verruilde Greuther Fürth in juli 2005 voor Arminia Bielefeld. Daarvoor kwam hij dat jaar voor het eerst in actie in de Bundesliga. Hij speelde in de volgende twee seizoenen op een na alle competitiewedstrijden voor de club, waarmee hij aan het eind van 2006/07 degradeerde.

### Schalke 04
Westermann daalde niet mee af naar de 2. Bundesliga, maar tekende in plaats daarvan in juli 2007 bij FC Schalke 04, de nummer twee van Duitsland in het voorgaande seizoen. Dat betaalde circa €2.800.000,- voor hem aan Arminia Bielefeld. Hij speelde op 24 juli 2007 zijn eerste wedstrijd voor Schalke, in een wedstrijd in het toernooi om de Ligapokal tegen 1. FC Nürnberg. Westermann droeg met een goal bij aan een 4–2 overwinning. Door een blessure moest hij de eerste twee competitiewedstrijden aan zich voorbij laten gaan. Hij begon hierna in alle wedstrijden in de Bundesliga in de basisopstelling. Met Schalke debuteerde hij dat jaar ook in de UEFA Champions League. Daarin kwam hij met de club tot de kwartfinales, waarin FC Barcelona de Duitse club uitschakelde. In het seizoen 2008/09 besloot de nieuwe trainer Fred Rutten om Westermann meer als middenvelder te gebruiken. Hij maakte dat jaar in totaal negen doelpunten, zijn hoogste aantal in één seizoen. Westermann speelde drie jaar voor Schalke, met een tweede plaats in 2009/10 als beste resultaat. Zijn teamgenoten en hij bereikten dat jaar ook de halve finale van de DFB-Pokal, waarin ze verloren van de latere winnaar FC Bayern München.

### Hamburger SV
Westermann tekende in juli 2010 een contract tot medio 2015 bij Hamburger SV, dat in het voorgaande seizoen zevende werd in de Bundesliga. Dat betaalde circa €7.500.000,- voor hem aan Schalke. Trainer Armin Veh maakte hem direct aanvoerder. Westermann en zijn ploeggenoten werden in zijn eerste drie seizoenen achtste, vijftiende en zevende in de Bundesliga. Na een reeks van slechte resultaten - waaronder een 9–2 nederlaag tegen Bayern München - nam Rafael van der Vaart op 6 april 2013 de aanvoerdersband van hem over. Westermann werd in zowel het seizoen 2013/14 als dat van 2014/15 zestiende met Hamburg, waardoor er play-offs nodig waren om lijfsbehoud te bewerkstelligen.

### Real Betis
Nadat zijn verbintenis bij Hamburger SV afliep, tekende Westermann in augustus 2015 een contract tot medio 2017 bij Real Betis, dat in het voorgaande seizoen promoveerde naar de Primera División. In zijn verbintenis werd een optie voor nog een seizoen opgenomen. Hij kwam in Sevilla onder anderen zijn voormalig ploeggenoot Van der Vaart tegen, die twee maanden eerder ook van Hamburg naar Betis overstapte. Westermann speelde dat jaar twintig competitiewedstrijden.

### Ajax
Westermann tekende op 14 juli 2016 een contract tot medio 2018 bij Ajax, dat hem transfervrij overnam van Real Betis. Westermann maakte op 3 augustus 2016 zijn officiële debuut voor Ajax in de derde voorronde van de UEFA Champions League. Op die dag speelde Ajax de return uit tegen PAOK Saloniki nadat het in eigen huis 1-1 had gespeeld. Na vier minuten vond PAOK al het doel waarbij de tegenstander van Westermann trefzeker was. Door twee doelpunten van Davy Klaassen wist Ajax alsnog met 2-1 te winnen.

### Austria Wien
Westermann tekende in juli 2017 een contract tot medio 2019 bij Austria Wien, de nummer twee van de Oostenrijkse Bundesliga in het voorgaande seizoen. Dat lijfde hem transfervrij in nadat Ajax zijn contract ontbond. Op 28 april 2018 maakte hij bekend zijn carrière per direct te beëindigen vanwege aanhoudend blessureleed. De op dat moment 34-jarige verdediger liet zijn contract bij Austria Wien per direct ontbinden. Westermann liep in november een knieblessure op en bleef daar last van houden.

## Carrièrestatistieken
Beloften
| Seizoen | Club      |                    | Competitie     | Competitie | Competitie |
| Seizoen | Club      | Wed.               | Competitie     | Dlp.       |            |
| ------- | --------- | ------------------ | -------------- | ---------- | ---------- |
| 2016/17 | Jong Ajax | Vlag van Nederland | Eerste divisie | 4          | 0          |
| Totaal  | Totaal    | Totaal             | Totaal         | 4          | 0          |

Senioren
| Seizoen         | Club              |                    | Competitie       | Competitie | Competitie | Beker | Beker | Internationaal | Internationaal | Overig | Overig | Totaal | Totaal |
| Seizoen         | Club              | Wed.               | Competitie       | Dlp.       | Wed.       | Dlp.  | Wed.  | Dlp.           | Wed.           | Dlp.   | Wed.   | Dlp.   |        |
| --------------- | ----------------- | ------------------ | ---------------- | ---------- | ---------- | ----- | ----- | -------------- | -------------- | ------ | ------ | ------ | ------ |
| 2002/03         | Greuther Fürth    | Vlag van Duitsland | 2. Bundesliga    | 16         | 0          | 0     | 0     | —              | —              | —      | —      | 16     | 0      |
| 2003/04         | Greuther Fürth    | Vlag van Duitsland | 2. Bundesliga    | 34         | 0          | 4     | 2     | —              | —              | —      | —      | 38     | 2      |
| 2004/05         | Greuther Fürth    | Vlag van Duitsland | 2. Bundesliga    | 33         | 2          | 2     | 1     | —              | —              | —      | —      | 35     | 3      |
| Club totaal     | Club totaal       | Club totaal        | Club totaal      | 83         | 2          | 6     | 3     | 0              | 0              | 0      | 0      | 89     | 5      |
| 2005/06         | Arminia Bielefeld | Vlag van Duitsland | Bundesliga       | 34         | 2          | 5     | 0     | —              | —              | —      | —      | 39     | 2      |
| 2006/07         | Arminia Bielefeld | Vlag van Duitsland | Bundesliga       | 33         | 3          | 1     | 0     | —              | —              | —      | —      | 34     | 3      |
| Club totaal     | Club totaal       | Club totaal        | Club totaal      | 67         | 5          | 6     | 0     | 0              | 0              | 0      | 0      | 73     | 5      |
| 2007/08         | Schalke 04        | Vlag van Duitsland | Bundesliga       | 32         | 4          | 3     | 1     | 10             | 0              | 2      | 1      | 47     | 6      |
| 2008/09         | Schalke 04        | Vlag van Duitsland | Bundesliga       | 33         | 6          | 4     | 2     | 8              | 1              | —      | —      | 45     | 9      |
| 2009/10         | Schalke 04        | Vlag van Duitsland | Bundesliga       | 27         | 2          | 4     | 1     | —              | —              | —      | —      | 31     | 3      |
| Club totaal     | Club totaal       | Club totaal        | Club totaal      | 92         | 12         | 11    | 4     | 18             | 1              | 2      | 1      | 123    | 18     |
| 2010/11         | Hamburger SV      | Vlag van Duitsland | Bundesliga       | 34         | 2          | 2     | 0     | —              | —              | —      | —      | 36     | 2      |
| 2011/12         | Hamburger SV      | Vlag van Duitsland | Bundesliga       | 33         | 1          | 3     | 1     | —              | —              | —      | —      | 36     | 2      |
| 2012/13         | Hamburger SV      | Vlag van Duitsland | Bundesliga       | 34         | 3          | 1     | 0     | —              | —              | —      | —      | 35     | 3      |
| 2013/14         | Hamburger SV      | Vlag van Duitsland | Bundesliga       | 30         | 3          | 3     | 0     | —              | —              | 2      | 0      | 35     | 3      |
| 2014/15         | Hamburger SV      | Vlag van Duitsland | Bundesliga       | 28         | 0          | 2     | 1     | —              | —              | 1      | 0      | 31     | 1      |
| Club totaal     | Club totaal       | Club totaal        | Club totaal      | 159        | 9          | 11    | 2     | 0              | 0              | 3      | 0      | 173    | 11     |
| 2015/16         | Real Betis        | Vlag van Spanje    | Primera División | 20         | 1          | 0     | 0     | —              | —              | —      | —      | 20     | 1      |
| Club totaal     | Club totaal       | Club totaal        | Club totaal      | 20         | 1          | 0     | 0     | 0              | 0              | 0      | 0      | 20     | 1      |
| 2016/17         | Ajax              | Vlag van Nederland | Eredivisie       | 2          | 0          | 1     | 0     | 3              | 0              | —      | —      | 6      | 0      |
| Club totaal     | Club totaal       | Club totaal        | Club totaal      | 2          | 0          | 1     | 0     | 3              | 0              | 0      | 0      | 6      | 0      |
| Carrière totaal | Carrière totaal   | Carrière totaal    | Carrière totaal  | 423        | 29         | 35    | 9     | 21             | 1              | 5      | 1      | 484    | 40     |

1 N.B. Dit betreft een clubtotaal, dus een totaal van beide periodes bij Hamburger SV.

## Interlandcarrière
Westermann debuteerde op 6 februari 2008 in het Duits voetbalelftal, tijdens een interland tegen Oostenrijk. Bondscoach Joachim Löw nam hem later dat jaar mee naar het EK 2008, maar daarop kwam hij niet in actie. Twee jaar en meer dan vijftien interlands later selecteerde Löw hem ook voor het WK 2010. Doordat Westerman twee weken voor Duitslands eerste groepswedstrijd een breukje in zijn voet opliep tijdens een oefeninterland tegen Hongarije, zegde hij hiervoor geblesseerd af.
| Interlands van Heiko Westermann voor Duitsland | Interlands van Heiko Westermann voor Duitsland | Interlands van Heiko Westermann voor Duitsland | Interlands van Heiko Westermann voor Duitsland | Interlands van Heiko Westermann voor Duitsland | Interlands van Heiko Westermann voor Duitsland | Interlands van Heiko Westermann voor Duitsland |
| №                                              | Datum                                          | Wedstrijd                                      | Uitslag                                        | Soort wedstrijd                                | Doelpunten                                     |                                                |
| Als speler bij Schalke 04                      | Als speler bij Schalke 04                      | Als speler bij Schalke 04                      | Als speler bij Schalke 04                      | Als speler bij Schalke 04                      | Als speler bij Schalke 04                      | Als speler bij Schalke 04                      |
| ---------------------------------------------- | ---------------------------------------------- | ---------------------------------------------- | ---------------------------------------------- | ---------------------------------------------- | ---------------------------------------------- | ---------------------------------------------- |
| 1.                                             | 6 februari 2008                                | Oostenrijk – Duitsland                         | 0 – 3                                          | Vriendschappelijk                              |                                                |                                                |
| 2.                                             | 26 maart 2008                                  | Zwitserland – Duitsland                        | 0 – 4                                          | Vriendschappelijk                              |                                                |                                                |
| 3.                                             | 31 mei 2008                                    | Duitsland – Servië                             | 2 – 1                                          | Vriendschappelijk                              |                                                |                                                |
| 4.                                             | 20 augustus 2008                               | Duitsland – België                             | 2 – 0                                          | Vriendschappelijk                              |                                                |                                                |
| 5.                                             | 6 september 2008                               | Liechtenstein – Duitsland                      | 0 – 6                                          | Kwalificatie WK 2010                           | 86'                                            |                                                |
| 6.                                             | 10 september 2008                              | Finland – Duitsland                            | 3 – 3                                          | Kwalificatie WK 2010                           |                                                |                                                |
| 7.                                             | 11 oktober 2008                                | Duitsland – Rusland                            | 2 – 1                                          | Kwalificatie WK 2010                           |                                                |                                                |
| 8.                                             | 15 oktober 2008                                | Duitsland – Wales                              | 1 – 0                                          | Kwalificatie WK 2010                           |                                                |                                                |
| 9.                                             | 19 november 2008                               | Duitsland – Engeland                           | 1 – 2                                          | Vriendschappelijk                              |                                                |                                                |
| 10.                                            | 11 februari 2009                               | Duitsland – Noorwegen                          | 0 – 1                                          | Vriendschappelijk                              |                                                |                                                |
| 11.                                            | 1 april 2009                                   | Wales – Duitsland                              | 0 – 2                                          | Kwalificatie WK 2010                           |                                                |                                                |
| 12.                                            | 2 juni 2009                                    | Verenigde Arabische Emiraten – Duitsland       | 2 – 7                                          | Vriendschappelijk                              | 29'                                            |                                                |
| 13.                                            | 5 september 2009                               | Duitsland – Zuid-Afrika                        | 2 – 0                                          | Vriendschappelijk                              |                                                |                                                |
| 14.                                            | 9 september 2009                               | Duitsland – Azerbeidzjan                       | 4 – 0                                          | Kwalificatie WK 2010                           |                                                |                                                |
| 15.                                            | 10 oktober 2009                                | Rusland – Duitsland                            | 0 – 1                                          | Kwalificatie WK 2010                           |                                                |                                                |
| 16.                                            | 14 oktober 2009                                | Duitsland – Finland                            | 1 – 1                                          | Kwalificatie WK 2010                           |                                                |                                                |
| 17.                                            | 18 november 2009                               | Duitsland – Ivoorkust                          | 2 – 2                                          | Vriendschappelijk                              |                                                |                                                |
| 18.                                            | 13 mei 2010                                    | Duitsland – Malta                              | 3 – 0                                          | Vriendschappelijk                              |                                                |                                                |
| 19.                                            | 29 mei 2010                                    | Hongarije – Duitsland                          | 0 – 3                                          | Vriendschappelijk                              |                                                |                                                |
| Als speler bij Hamburger SV                    |                                                |                                                |                                                |                                                |                                                |                                                |
| 20.                                            | 3 september 2010                               | België – Duitsland                             | 0 – 1                                          | Kwalificatie EK 2012                           |                                                |                                                |
| 21.                                            | 7 september 2010                               | Duitsland – Azerbeidzjan                       | 6 – 1                                          | Kwalificatie EK 2012                           | 28'                                            |                                                |
| 22.                                            | 8 oktober 2010                                 | Duitsland – Turkije                            | 3 – 0                                          | Kwalificatie EK 2012                           |                                                |                                                |
| 23.                                            | 12 oktober 2010                                | Kazachstan – Duitsland                         | 0 – 3                                          | Kwalificatie EK 2012                           |                                                |                                                |
| 24.                                            | 17 november 2010                               | Zweden – Duitsland                             | 0 – 0                                          | Vriendschappelijk                              |                                                |                                                |
| 25.                                            | 29 mei 2013                                    | Ecuador – Duitsland                            | 2 – 4                                          | Vriendschappelijk                              |                                                |                                                |
| 26.                                            | 2 juni 2013                                    | Verenigde Staten – Duitsland                   | 4 – 3                                          | Vriendschappelijk                              | 52'                                            |                                                |
| 27.                                            | 19 november 2013                               | Engeland – Duitsland                           | 0 – 1                                          | Vriendschappelijk                              |                                                |                                                |

## Trainerscarrière

### Duitse jeugdvoetbalelftallen
Van 2019 tot 2020 was hij assistent-trainer van het Duitse onder-15 team en in 2020/21 van het onder-16 team. Vanaf juli 2021 was hij assistent-trainer van het Duitse onder-17 team. 

### FC Barcelona
Op 13 juli 2024 maakte de club haar staf bekend onder het bewind van Hansi Flick. De komst van Westermann werd aangekondigd, evenals die van Marcus Sorg en Toni Tapalović als mede-assistenten.

## Trivia
Westermann spreekt vloeiend Duits, Engels en Spaans.

## Erelijst

### Als speler
Hamburger SV
- UEFA Intertoto Cup: 2007

 Schalke 04
- DFB-Pokal: 2010/11

 Duitsland
- UEFA European Championship: runner-up 2008 (zat in de voorselectie, maar raakte vlak voor het toernooi geblesseerd en viel af — dus officieel géén winnaar, maar vaak wel vermeld)

### Als assistent-trainer
FC Barcelona
- Supercopa de España: 2024/25
- Copa del Rey: 2024/25
- Primera División: 2024/25